# Gmina zbiorowa Fredenbeck
Gmina zbiorowa Fredenbeck (niem. Samtgemeinde Fredenbeck) – gmina zbiorowa położona w niemieckim kraju związkowym Dolna Saksonia, w powiecie Stade. Siedziba administracji gminy zbiorowej znajduje się w miejscowości Fredenbeck.

## Podział administracyjny
Do gminy zbiorowej Fredenbeck należą trzy gminy:
1. Deinste
2. Fredenbeck
3. Kutenholz